# Vicekonge
Vicekonge er en titel, der i perioder er blevet anvendt om en monarks øverste repræsentant i et område. Andre titler, der har været anvendt om denne funktion, er bl.a. guvernør og højkommissær. Vicekonge som begreb giver imidlertid stillingen en stærkere tilknytning til tronen, men betydningen af begrebet har varieret. I nogle tilfælde har titlen været forbeholdt medlemmer af kongefamilien, der i så fald ofte har haft embedet som en slags forberedelse på selve overtagelsen af tronen.

## Norge
Under unionen mellem Sverige og Norge fandtes begrebet visekonge i den norske Grundlov. Vicekongen var ikke en permanent institution, idet stillingen blev oprettet af den svenske konge ved dennes ønske og behov. Vicekongen ledte statsrådet (såfremt kongen ikke befandt sig i Norge), og han havde dobbeltstemme ved stemmelighed. Derudover havde den norske vicekonge ikke væsentlig myndighed.
Det var kun kronprinsen eller dennes ældste søn, der kunne udnævnes til vicekonge. Grundloven fastsatte, at denne i så tilfælde måtte bo i Norge, og denne restriktion betød, at stillingen kun blev besat fem gange og kun en enkelt gang mere end nogle få måneder.
Som udgangspunkt så man i Norge på bestemmelsen om vicekonge som et fremskridt for landet, der tidligere havde været direkte underlagt de danske konger i København, der sjældent aflagde Norge længerevarende besøg, men efter et stykke tid blev det den almindelige opfattelse, at institutionen gav Norge en underlegen position. Muligheden for at udnævne en vicekonge blev derfor afviklet i 1891.

## Spanien
I det 14. århundrede indsatte Spanien vicekonger på Sardinien og Korsika. Senere har der været vicekonger for Aragonien, Valencia, Catalonien, Navarra, Sicilien, Napoli og Portugal. Dette er eksempler på, at titlen blev brugt inden for hovedlandets grænser. Spanien anvendte dog også vicekonger i kolonierne i Amerika.
Vicekongedømmet Ny-Spanien med hovedstad i Mexico by var en samling af spanske kolonier i Nord- og Mellemamerika samt Filippinerne. Vicekongedømmet i Peru med hovedstad i Lima var den styrende enhed for de spanske territorier i Sydamerika. I 1700-tallet blev der udskilt nye vicekongedømmer: Ny-Granada med hovedstad Bogotá og Rio de la Plata med hovedstad Buenos Aires.

## Storbritannien

### Indien
Fra 1774 udnævnte det britiske Det britiske Ostindiske kompagni generalguvernøren i Indien. Fra 1858 overtog den britiske krone denne myndighed, og indehaveren af embedet fik uofficielt titlen Vicekonge af Indien (eller blot Viceroy, siden der i en britisk kontekst ikke var andre Viceroys). Earl Mountbatten blev i 1947 den sidste Vicekonge af Indien, da Indien fik deres selvstændighed. Over vicekongen var dronningen eller kongen med titel af Kejser af Indien.

### Irland
Også "the lord lieutenant of Ireland" har uofficielt haft vicekongetitel i perioden mellem 1700 og 1922. Herudover har titlen været brugt om og af guvernører rundt om i det britiske statssamfund, særlig når de har udført embedspligter direkte som repræsentant for monarken.

## Hannover
Fra 1814 til 1837, mod slutningen af unionen mellem Storbritannien og kongeriget Hannover, var prins Adolf Fredrik af Cambridge vicekonge af Hannover.

## Frankrig
Frankrig anvendte i perioder af 1500- og 1600-tallet vicekongetitlen om sin øverste repræsentant i Ny-Frankrig, det nuværende Canada. Nogle af disse var bosat i hjemlandet.
Napoleon I gav adoptivsønnen Eugène de Beauharnais titlen Vicekonge af Italien.

## Italien
Under Italiens okkupation af Etiopien fra 1936 til 1941, blev titlen vicekonge og generalguvernør brugt om Italiens højeste repræsentant i føderationen Italiensk Øst-Afrika (Etiopien, Eritrea og Italiensk Somaliland).

## Portugal
Den øverste embedsmand i Portugisisk Indien (med sæde i Goa) har lejlighedsvis haft titlen vicekonge. Det samme var tilfældet i Brasilien fra 1714 til 1815.

## Rusland
Fra 1815 til 1916 var Rusland og Polen i personalunion. I perioden 1815–1830 var storhertug Konstantin Pavlovitsj Romanov vicekonge af Polen.
Fra 1845 og frem til februarrevolutionen i 1917 fandtes en russisk vicekonge af Transkaukasien (Armenien, Aserbajdsjan og Georgien).

## Andre lande
Betegnelsen vicekonge anvendes også i andre tilfælde, ofte som et oversætterteknisk greb for at illustrere en stillings værdighed. Titlen har således været brugt blandt andet om kediven af Egypten og om storprovinsguvernører i Kina.